# Gare de Genève-Cornavin
Gare de Genève-Cornavin vasútállomás Svájcban, Genfben.

## Vasútvonalak
Az állomást az alábbi vasútvonalak érintik:
- Lausanne–Genf-vasútvonal
- Châtelaine (bif) - la frontière vers Bellegarde-vasútvonal
- Cornavin–Eaux-Vives–Annemasse-vasútvonal
- Lyon–Genf-vasútvonal

## Kapcsolódó állomások
A vasútállomáshoz az alábbi állomások vannak a legközelebb:
- Vernier railway station (Gare de Bellegarde, Châtelaine (bif) - la frontière vers Bellegarde-vasútvonal, Léman Express Line 6)
- Lancy-Pont-Rouge vasútállomás (Gare d’Évian-les-Bains, Gare d’Annecy, Gare de Saint-Gervais-les-Bains-Le Fayet, Gare d’Annemasse, Cornavin–Eaux-Vives–Annemasse-vasútvonal, Léman Express Line 1, Léman Express Line 2, Léman Express Line 3, Léman Express Line 4)
- Ginebra-Aeropuerto vasútállomás (Ginebra-Aeropuerto vasútállomás, Lausanne–Genf-vasútvonal, IC 1, IC 5)
- Ginebra-Sécheron vasútállomás (Coppet vasútállomás, Lausanne–Genf-vasútvonal, Léman Express Line 1, Léman Express Line 2, Léman Express Line 3, Léman Express Line 4)
- Vernier railway station (La Plaine vasútállomás, Léman Express Line 5)
- Lausanne vasútállomás (San Galo vasútállomás, Lausanne–Genf-vasútvonal, IC 1)
- Morges vasútállomás (Rorschach vasútállomás, Lausanne–Genf-vasútvonal, IC 5)